# Barbechat
Barbechat foi uma comuna francesa na região administrativa da Pays de la Loire, no departamento de Loire-Atlantique. Estendia-se por uma área de 11,76 km². Em 2010 a comuna tinha 1 284 habitantes (densidade: 109,2 hab./km²). 90 hab/km².
Em 1 de janeiro de 2016, passou a formar parte da comuna de Divatte-sur-Loire.